# Vzpoura vězňů v Leopoldově
Vzpoura vězňů v Leopoldově byla největší vězeňskou vzpourou v bývalém Československu, která se odehrála v roce 1990. K jejímu potlačení byla nasazena i armáda. Byla odstartována amnestií Václava Havla. Ta se totiž nevztahovala na všechny vězně. Potlačení vzpoury vyvolalo obdiv zahraničních odborníků. Přesto někteří novináři a politici označili zásah za brutální a došlo k odvolání velitele zásahu.

## Průběh vzpoury
Dne 15. března 1990 vyhlásilo 217 vězňů hladovku a vytlačilo dozorce z ubytovacích prostor. Brzy se počet bouřících rozrostl a věznice byla trestanci obsazena. Vůdce vzpoury se prohlásil ředitelem věznice. 150 vězňů, kteří se vzpoury odmítli účastnit, bylo drženo jako rukojmí. Začalo rabování a ničení věznice. Bezpečnostní složky v této době vyčkávaly.
Teprve 28. března se rozhodlo o rychlém vyřešení situace. Tím byl pověřen náměstek ministra vnitra Slovenské republiky Andrej Sámel. Zprvu se pokusil vyjednávat. Nakonec byl proveden zásah. Bylo při něm použito i 6 obrněných transportérů. Vězni používali ručně vyrobené zápalné lahve, kovové tyče s bodly, dýky, mačety, boxery nebo pouhé žiletky. Zasahující museli bojovat stylem muže proti muži. Po 2 a půl hodinách byla věznice obsazena bezpečnostními složkami. Škody činily tehdejších téměř 30 milionů korun a 5 budov z 11 bylo zničeno.

## Po vzpouře
Soud v Bratislavě soudil 73 vězňů, z toho 61 odsoudil, 5 bylo osvobozeno a 6 vyloučeno k samostatnému soudnímu jednání. Tresty byly v celkové výši 345 let a 10 měsíců vězení. Nejvyšší trest činil 14 a půl roku. Nejnižší 18 měsíců.
Dne 23. listopadu 1991 došlo v Leopoldově k útěku 7 vězňů. Jedním z nich byl i vůdce leopoldovské vzpoury Polgári. Při této události byli zabiti 4 dozorci (3 z nich zabil sám Polgári). Na útěku byli všichni chyceni. Polgári byl nakonec odsouzen na doživotí a je mezi vězni považován za legendu.